# Enodia borealis
Enodia borealis är en fjärilsart som beskrevs av Clark 1936. Enodia borealis ingår i släktet Enodia och familjen praktfjärilar. Inga underarter finns listade i Catalogue of Life.